# Жениться и обезвредить
«Жениться и обезвредить» — седьмая книга серии «Тайный сыск царя Гороха» вышла в 2009 году.

## Сюжет
Действие книги, как и в её начальных этапах развивается в городе Лукошкино. Главный герой - сыскной воевода Никита Иванович Ивашов, уже давно оказавшийся в сказочном мире вместо уютной и шумной Москвы. У него в Лукошкине работа, друзья, скоро приедет невеста Олёнушка.
А в это время в столице сказочного государства начинается форменное безобразие, всюду преследует жителей неудача. Требуется узнать в чём дело, кто за этим стоит и кому отвечать. Опергруппа берёт дело под свой контроль…

## Персонажи
- Никита Иванович Ивашов — лейтенант милиции, сыскной воевода при царе Горохе.
- Баба Яга — эксперт-криминалист опергруппы.
- Дмитрий Лобов — помощник Н. И. Ивашова.
- Царь Горох — царь Лукошкина.
- Фома Еремеев — стрелецкий сотник, обеспечивает сыскному воеводе силовую поддержку.
- Олёнушка — бывшая бесовка, слуга гражданина Бессмертного, ныне невеста, а позже и жена сыскного воеводы.
- Царица Лидия Адольфина Карпоффгаузен — австрийская принцесса, жена царя Гороха.
- Дьяк Филимон Груздев - дьяк служащий у царя Гороха. Вездесущий, скандальный тип в каждой бочке затычка, ни одно дело без него не обходится! (Тайное прозвище "Геморой воплоти")